# The Happening
The Happening (titulada El incidente en España y El fin de los tiempos en Hispanoamérica) es una película estadounidense del 2008. Es el sexto largometraje del director M. Night Shyamalan y cuenta con la actuación de Mark Wahlberg. Trata la historia de una familia que huye de misteriosos ataques que ocurren en varias ciudades del este de los Estados Unidos, en los cuales las personas comienzan a herirse a sí mismas.[cita requerida]

## Argumento
En Central Park, en Nueva York, la gente comienza a suicidarse en masa. Inicialmente se cree que es causada por un ataque bioterrorista utilizando una neurotoxina en el aire. Mientras, el comportamiento rápidamente se propaga a través del noreste de los Estados Unidos. Elliot Moore, profesor de ciencias de secundaria en Filadelfia, escucha sobre los ataques y decide ir a Harrisburg en tren con su esposa, Alma. Están acompañados por Julian, su compañero de trabajo, y su hija de ocho años, Jess. La esposa de Julián está atrapada en Filadelfia, pero se espera que se reúna con ellos en Harrisburg. El tren pierde todos los contactos de radio en el camino y se detiene en una pequeña ciudad. Reciben la noticia de que Filadelfia ha sido atacada por la toxina y la esposa de Julián no pudo subir al tren a Harrisburg, aunque logró tomar un autobús a Princeton. Julian decide ir a buscarla, dejando a su hija con los Moore mientras él consigue ir en un auto con otras personas. Sin embargo, cuando llegan a Princeton, la ciudad ya ha sido golpeada por la toxina. Sucumbiendo a ella, el conductor conduce el coche hacia un árbol, provocando un choque, y Julian se suicida.
Elliot, Alma, y Jess hacen un paseo con un guardero y su esposa. El viverista cree que las plantas son responsables, ya que pueden liberar productos químicos para defenderse de amenazas. El grupo se une a otros supervivientes y se divide en dos grupos, con Elliot, Alma y Jess en el grupo más pequeño. Cuando el grupo más grande se ve afectado por la toxina, Elliot se da cuenta de que las plantas se dirigen solo a grandes grupos de personas. Él divide a su grupo en grupos más pequeños y caminan adelante, llegando a una casa modelo. Otros dos grupos llegan a la propiedad, desencadenando un ataque de neurotoxina, señalado por lo que parece ser el viento que sopla a través de la vegetación. La siguiente casa que encuentran está sellada, con sus residentes tratando de protegerse de la toxina. Los intentos de Elliot de razonar con ellos se consideran infructuosos cuando los residentes le disparan a Josh y Jared, dos muchachos adolescentes a los que Elliot se había hecho amigo antes.
Elliot, Alma y Jess van a continuación a la casa aislada de la señora Jones, una negativa, anciana excéntrica que no tiene ningún contacto con la sociedad y desconoce el desastre actual, sin embargo Alma desconfía mucho de la señora Jones. A la mañana siguiente, la Sra. Jones se infecta con la toxina. Al darse cuenta de que las plantas están ahora dirigidas a individuos, Elliot se encierra en el sótano pero está separado de Alma y Jess, que están en la casa de la casa de regreso. Son capaces de comunicarse a través de un viejo tubo parlante, y Elliot les advierte de la amenaza. Él expresa su amor por ella antes de decidir que si va a morir, preferiría pasar su tiempo restante con ella. Los tres dejan la seguridad de sus edificios y se abrazan en el patio, sorprendidos de no verse afectados por la neurotoxina. El brote ha disminuido tan rápidamente como comenzó.
Tres meses después, Elliot y Alma se han adaptado a su nueva vida con Jess como su hija adoptiva. En la televisión, un experto, comparando el evento con una marea roja, advierte que la epidemia solo puede haber sido una advertencia. Afirma que los seres humanos se han convertido en una amenaza para el planeta y es por eso que las plantas han respondido agresivamente. Alma descubre que está embarazada y abraza a Elliot con la noticia.
En los jardines de las Tullerías en el Palacio del Louvre, en París, Francia, se escucha un grito y todo el mundo se congela mientras el viento cruza entre los árboles, lo que significa otro ataque de las plantas.

## Reparto
- Mark Wahlberg como Elliot Moore.
- Zooey Deschanel como Alma Moore.
- John Leguizamo como Julian.
- Ashlyn Sanchez como Jess.
- Spencer Breslin como Josh.
- Betty Buckley como Señora Jones.
- Jeremy Strong como Soldado Auster.
- Frank Collison como El Botánico.
- M. Night Shyamalan se acredita como "Joey".
- Alan Ruck como El Director.